# Zimografia
La zimografia o zimograma és una tècnica electroforètica que permet observar l'activitat d'enzims. Es realitza amb poliacrilamida i, a diferència de les electroforesis de proteïnes en condicions desnaturalitzants, (SDS-PAGE), es tracta d'utilitzar condicions suaus (sense agents reductors) per evitar la pèrdua d'activitat dels enzims estudiats.

## Exemples

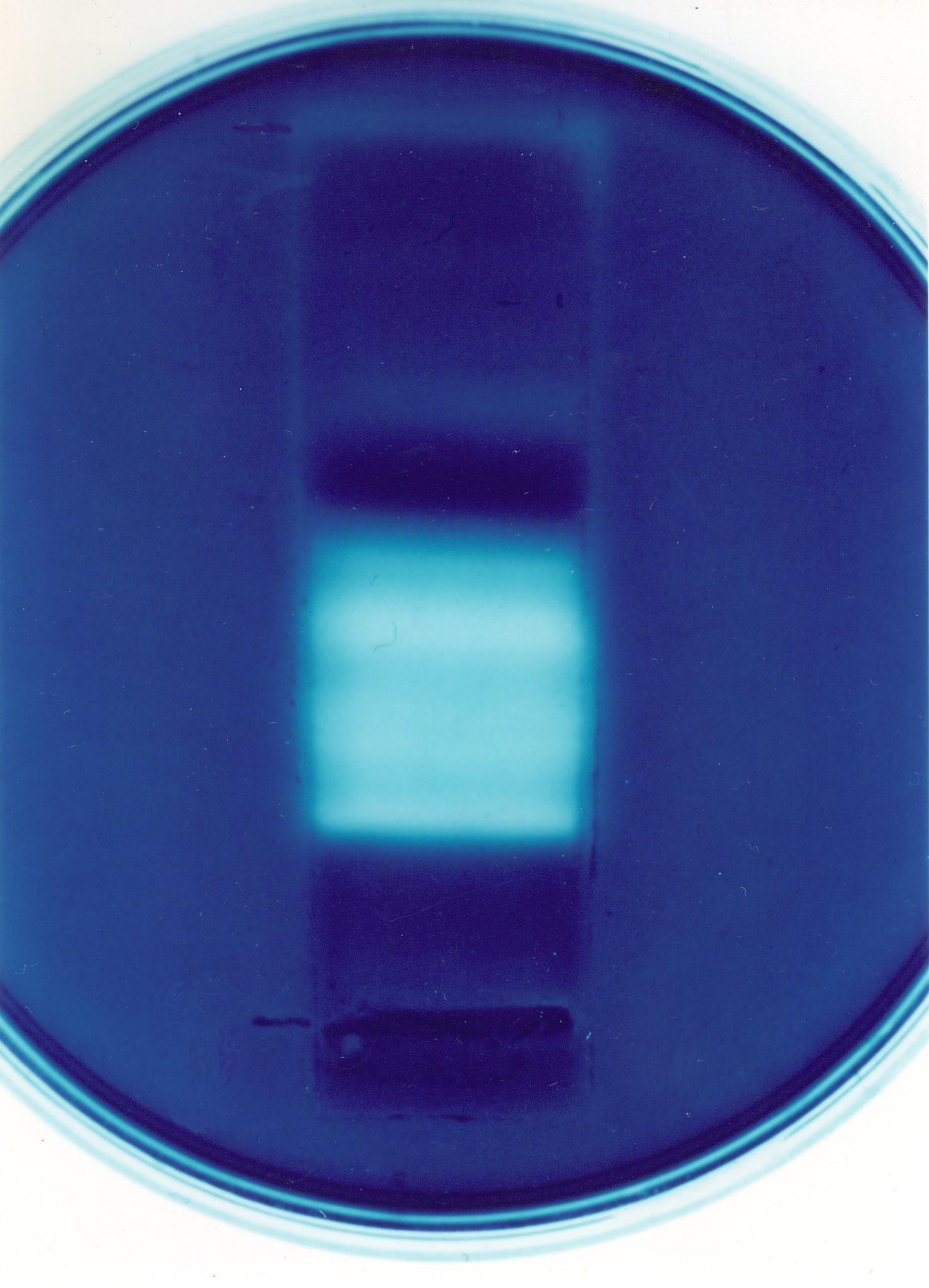
Plasmodium knowlesi hemoglobinasa.

### Activitat deproteases
La polimerització de la poliacrilamida es realitza en presència de gelatina soluble. D'aquesta manera el gel resultant contindrà gelatina (col·lagen desnaturalitzat).
Després de realitzar la correguda electroforètica de les mostres, el gel es renta en una solució amb Tritó X100 i s'incuba en un buffer apropiat que afavoreix l'activitat de les proteases. El resultat d'aquest tipus de gels és que a la zona on es va situar una proteasa, la gelatina haurà estat degradada. Aquesta degradació es revela tenyint el gel amb colorants que tinguin afinitat per proteïnes, observant-se una zona blanca on es produeix la degradació.

### Activitat d'enzims (genèric)
Consisteix a realitzar una electroforesi en condicions natives (sense detergents ni agents reductors) o semidesnaturalitzants (sense agents reductors). Després, una vegada acabada la correguda electroforètica, es preincuba el gel en un amortidor apropiat per a l'enzim en estudi (sense agents desnaturalizantes). Després el gel s'incuba en un altre amortidor similar al de preincubació però amb el substrat inclòs (de preferència fluorescent). El gel és revelat sota un llum UV.